# Епархия Махенге
Епархия Махенге (лат. Dioecesis Mahengensis) — епархия Римско-Католической Церкви с центром в городе Махенге, Танзания. Епархия Махенге входит в митрополию Дар-эс-Салама. Кафедральным собором епархии Махенге является церковь Христа Царя.

## История
21 апреля 1964 года Римский папа Павел VI издал буллу «Praeceptum illud», которой учредил епархию Махенге, выделив её из епархии архиепархии Дар-эс-Салама.
14 января 2012 года епархия Махенге передала часть своей территории для образования новой епархии Ифакары.

## Ординарии
- епископ Elias Mchonde (21,04.1964 — 13.06.1969);
- епископ Nikasius Kipengele (25.06.1970 — 7.12.1971);
- епископ Patrick Iteka (14.06.1973 — 22.08.1993);
- епископ Agapiti Ndorobo (3.03.1995 — по настоящее время).

## Источник
- Annuario Pontificio, Libreria Editrice Vaticana, Città del Vaticano, 2011, ISBN 88-209-7422-3
- Bolla Praeceptum illud  (лат.)